# 特罗伦哈根
特罗伦哈根（德語：Trollenhagen）是德国梅克伦堡-前波美拉尼亚州的市镇，隶属于梅克伦堡湖区县。总面积为17.79平方千米，截至2023年12月31日总人口为933人。